# Stefano Razzetti
Stefano Razzetti (Pizzighettone, 13 settembre 1971) è un allenatore di calcio ed ex calciatore italiano, di ruolo portiere, preparatore dei portieri del San Gallo.

## Biografia
È originario di Ferie, una frazione di Pizzighettone senza bar né supermercati in cui vivono poche centinaia di persone.

## Carriera
Ha esordito in Serie A nell'ultima giornata della stagione 1994-1995 con la maglia della Cremonese subendo 2 reti nel finale contro la Roma. Nel campionato 1995-1996 ha ottenuto ulteriori 6 presenze militando ancora nella formazione lombarda. La stagione successiva la gioca da titolare ad Acireale, mentre nel 1997-1998 torna a Cremona in C1 da protagonista: grazie ad una stagione ad alti livelli e grazie alle sue parate, la squadra grigiorossa allenata da Gianpiero Marini torna in Serie B dopo un solo anno di astinenza. Dopo la retrocessione dalla B alla C1 della stagione successiva, lascia i grigiorossi e l'Italia.
Tra il 1999 e il 2008 prende parte alla massima serie svizzera, dove colleziona prima 72 presenze e dopo altre 164, rispettivamente con le maglie di Lugano e San Gallo.
Ritornato in Italia, gioca in Lega Pro Seconda Divisione nella stagione 2008-2009 come portiere titolare del Pizzighettone, per poi concludere la carriera agonistica nei campionati minori, nelle file dell'AC Sant'Angelo 1907.
Dalla stagione 2011-2012 fa parte dello staff del San Gallo in qualità di allenatore dei portieri.

## Palmarès

### Club

#### Competizioni regionali
- Promozione: 1

Sant'Angelo: 2009-2010

#### Competizioni internazionali
- Coppa Anglo-Italiana: 1

Cremonese: 1992-1993